# Galileo (häst)
Galileo, född 30 mars 1998, död 10 juli 2021, var ett engelskt fullblod som tävlade mellan 2000 och 2001. Han föddes på Irland och tränades under tävlingskarriären på Irland av Aidan O'Brien. Under tävlingskarriären var han känd som främste rival till Godolphintränade Fantastic Light. 

## Karriär
Galileo tävlade mellan 2000 och 2001 och sprang in ca 1,6 miljoner pund på 8 starter, varav 6 segrar och 1 andraplats. Han tog sina största segrar i Ballysax Stakes (2001), Derrinstown Stud Derby Trial (2001), Epsom Derby (2001), Irish Derby (2001) och King George VI and Queen Elizabeth Stakes (2001).
Efter tävlingskarriären blev Galileo en av de mest eftertraktade avelshingstarna i världen. Han utsågs till Ledande avelshingst i Storbritannien och Irland 2008, något som han även skulle utses till mellan åren 2010 och 2020. År 2020 satte han rekordet för antalet avkommor som segrat i Epsom Derby, med fem stycken: New Approach, Ruler Of The World, Australia, Anthony Van Dyck och Serpentine.
I juni 2020 fick Galileo sin 85:e grupp 1-vinnare från en avkomma, och slog Danehills världsrekord och blev den mest framgångsrika avelshingsten till grupp 1-vinnare i fullblodshistoria. Förutom hans Derbyvinnare inkluderar anmärkningsvärda avkommor Frankel, Nathaniel, Found, Churchill och Minding.
Galileo avlivades den 10 juli 2021 efter en skada på hans framben, som inte läkte efter en operation samma år.